# جیمز مارتین (بازیکن فوتبال، زاده ۱۸۹۸)
جیمز مارتین (انگلیسی: James Martin؛ ۲ دسامبر ۱۸۹۸ – ۱۹۶۹ (۷۰−۷۱ سال)) بازیکن فوتبال در پست مهاجم اهل انگلستان بود.

## باشگاهی
از باشگاه‌هایی که در آن بازی کرده‌است می‌توان به باشگاه فوتبال استوک سیتی، باشگاه فوتبال بلکپول، باشگاه فوتبال بریستول سیتی، باشگاه فوتبال ولورهمپتون واندررز، باشگاه فوتبال ردینگ، باشگاه فوتبال ساوتند یونایتد، و باشگاه فوتبال کونگلتون تاون اشاره کرد.